# Grand Prix Hiszpanii 1995
Grand Prix Hiszpanii 1995 (oryg. Gran Premio Marlboro de España) – czwarta runda Mistrzostw Świata Formuły 1 w sezonie 1995, która odbyła się 12 - 14 maja 1995, po raz piąty na torze Circuit de Barcelona-Catalunya.
37. Grand Prix Hiszpanii, 25. zaliczane do Mistrzostw Świata Formuły 1.

## Wyniki

### Kwalifikacje
| P  | Nr | Kierowca               | Konstruktor(-silnik) | Opony | Czas     | Odstęp   | Strata   |
| -- | -- | ---------------------- | -------------------- | ----- | -------- | -------- | -------- |
| 1  | 1  | Michael Schumacher     | Benetton-Renault     | G     | 1:21.452 | -        | -        |
| 2  | 27 | Jean Alesi             | Ferrari              | G     | 1:22.052 | 0:00.600 | 0:00.600 |
| 3  | 28 | Gerhard Berger         | Ferrari              | G     | 1:22.071 | 0:00.019 | 0:00.619 |
| 4  | 6  | David Coulthard        | Williams-Renault     | G     | 1:22.332 | 0:00.261 | 0:00.880 |
| 5  | 5  | Damon Hill             | Williams-Renault     | G     | 1:22.349 | 0:00.017 | 0:00.897 |
| 6  | 15 | Eddie Irvine           | Jordan-Peugeot       | G     | 1:23.352 | 0:01.003 | 0:01.900 |
| 7  | 2  | Johnny Herbert         | Benetton-Renault     | G     | 1:23.536 | 0:00.184 | 0:02.084 |
| 8  | 14 | Rubens Barrichello     | Jordan-Peugeot       | G     | 1:23.705 | 0:00.169 | 0:02.253 |
| 9  | 8  | Mika Häkkinen          | McLaren-Mercedes     | G     | 1:23.833 | 0:00.128 | 0:02.381 |
| 10 | 7  | Nigel Mansell          | McLaren-Mercedes     | G     | 1:23.927 | 0:00.094 | 0:02.475 |
| 11 | 25 | Martin Brundle         | Ligier-Mugen-Honda   | G     | 1:24.727 | 0:00.800 | 0:03.275 |
| 12 | 30 | Heinz-Harald Frentzen  | Sauber-Ford          | G     | 1:24.802 | 0:00.075 | 0:03.350 |
| 13 | 4  | Mika Salo              | Tyrrell-Yamaha       | G     | 1:24.971 | 0:00.169 | 0:03.519 |
| 14 | 9  | Gianni Morbidelli      | Footwork-Hart        | G     | 1:25.053 | 0:00.082 | 0:03.601 |
| 15 | 26 | Olivier Panis          | Ligier-Mugen-Honda   | G     | 1:25.204 | 0:00.151 | 0:03.752 |
| 16 | 12 | Jos Verstappen         | Simtek-Ford          | G     | 1:25.827 | 0:00.623 | 0:04.375 |
| 17 | 3  | Ukyō Katayama          | Tyrrell-Yamaha       | G     | 1:25.946 | 0:00.119 | 0:04.494 |
| 18 | 10 | Taki Inoue             | Footwork-Hart        | G     | 1:26.059 | 0:00.113 | 0:04.607 |
| 19 | 23 | Pierluigi Martini      | Minardi-Ford         | G     | 1:26.619 | 0:00.560 | 0:05.167 |
| 20 | 29 | Karl Wendlinger        | Sauber-Ford          | G     | 1:27.007 | 0:00.388 | 0:05.555 |
| 21 | 24 | Luca Badoer            | Minardi-Ford         | G     | 1:27.345 | 0:00.338 | 0:05.893 |
| 22 | 11 | Domenico Schiattarella | Simtek-Ford          | G     | 1:27.575 | 0:00.230 | 0:06.123 |
| 23 | 17 | Andrea Montermini      | Pacific-Ford         | G     | 1:28.094 | 0:00.519 | 0:06.642 |
| 24 | 16 | Bertrand Gachot        | Pacific-Ford         | G     | 1:28.598 | 0:00.504 | 0:07.146 |
| 25 | 22 | Roberto Moreno         | Forti-Ford           | G     | 1:28.963 | 0:00.365 | 0:07.511 |
| 26 | 21 | Pedro Diniz            | Forti-Ford           | G     | 1:29.540 | 0:00.577 | 0:08.088 |
| P  | Nr | Kierowca               | Konstruktor(-silnik) | Opony | Czas     | Odstęp   | Strata   |

### Wyścig
| P                 | + / –     | Nr | Kierowca               | Konstruktor        | Opony | Okr. | Czas / Strata | Komentarz                      |
| ----------------- | --------- | -- | ---------------------- | ------------------ | ----- | ---- | ------------- | ------------------------------ |
| 1                 | Bez zmian | 1  | Michael Schumacher     | Benetton-Renault   | G     | 65   | 1h34:20.507   |                                |
| 2                 | 5         | 2  | Johnny Herbert         | Benetton-Renault   | G     | 65   | +0:51.988     |                                |
| 3                 | Bez zmian | 28 | Gerhard Berger         | Ferrari            | G     | 65   | +1:05.237     |                                |
| 4                 | 1         | 5  | Damon Hill             | Williams-Renault   | G     | 65   | +2:01.749     |                                |
| 5                 | 1         | 15 | Eddie Irvine           | Jordan-Peugeot     | G     | 64   | +1 okr.       |                                |
| 6                 | 9         | 26 | Olivier Panis          | Ligier-Mugen-Honda | G     | 64   | +1 okr.       |                                |
| 7                 | 1         | 14 | Rubens Barrichello     | Jordan-Peugeot     | G     | 64   | +1 okr.       |                                |
| 8                 | 4         | 30 | Heinz-Harald Frentzen  | Sauber-Ford        | G     | 64   | +1 okr.       |                                |
| 9                 | 2         | 25 | Martin Brundle         | Ligier-Mugen-Honda | G     | 64   | +1 okr.       |                                |
| 10                | 3         | 4  | Mika Salo              | Tyrrell-Yamaha     | G     | 64   | +1 okr.       |                                |
| 11                | 3         | 9  | Gianni Morbidelli      | Footwork-Hart      | G     | 63   | +2 okr.       |                                |
| 12                | 4         | 12 | Jos Verstappen         | Simtek-Ford        | G     | 63   | +2 okr.       |                                |
| 13                | 7         | 29 | Karl Wendlinger        | Sauber-Ford        | G     | 63   | +2 okr.       |                                |
| 14                | 5         | 23 | Pierluigi Martini      | Minardi-Ford       | G     | 62   | +3 okr.       |                                |
| 15                | 7         | 11 | Domenico Schiattarella | Simtek-Ford        | G     | 61   | +4 okr.       |                                |
| Niesklasyfikowani |           |    |                        |                    |       |      |               |                                |
|                   |           | 3  | Ukyō Katayama          | Tyrrell-Yamaha     | G     | 56   |               | silnik                         |
|                   |           | 6  | David Coulthard        | Williams-Renault   | G     | 54   |               | skrzynia biegów                |
|                   |           | 8  | Mika Häkkinen          | McLaren-Mercedes   | G     | 53   |               | układ paliwowy                 |
|                   |           | 16 | Bertrand Gachot        | Pacific-Ford       | G     | 43   |               | pożar                          |
|                   |           | 10 | Taki Inoue             | Footwork-Hart      | G     | 43   |               | układ przeniesienia napędu     |
|                   |           | 22 | Roberto Moreno         | Forti-Ford         | G     | 39   |               | przegrzanie                    |
|                   |           | 27 | Jean Alesi             | Ferrari            | G     | 25   |               | silnik                         |
|                   |           | 24 | Luca Badoer            | Minardi-Ford       | G     | 21   |               | skrzynia biegów                |
|                   |           | 7  | Nigel Mansell          | McLaren-Mercedes   | G     | 18   |               | prowadzenie bolidu             |
|                   |           | 21 | Pedro Diniz            | Forti-Ford         | G     | 17   |               | skrzynia biegów                |
|                   |           | 17 | Andrea Montermini      | Pacific-Ford       | G     | 0    |               | skrz. biegów (nie wystartował) |
| P                 | + / –     | Nr | Kierowca               | Konstruktor        | Opony | Okr. | Czas / Strata | Komentarz                      |

### Najszybsze okrążenie
| Nr | Kierowca   | Konstruktor      | Opony | Czas     | Okr. |
| -- | ---------- | ---------------- | ----- | -------- | ---- |
| 5  | Damon Hill | Williams-Renault | G     | 1:24.531 | 46   |